# Chat
Termenul chat (la origine un cuvânt englezesc însemnând „sporovăială”, „taifas”, „discuție amicală”; pronunție [ pron. čet ]) desemnează un dialog sau schimb de replici (text) scrise și transmise instantaneu între două sau mai multe persoane, prin intermediul unui canal electronic de transmitere a informației, de obicei în Internet. (Prin extensiune) Conversație propriu-zisă. Chatul poate fi realizat ori prin browser, ori cu ajutorul unor programe dedicate cum ar fi Yahoo! Messenger, Skype și altele.
O trăsătură caracteristică a chaturilor este utilizarea masivă a prescurtărilor, pe care un chatter (un participant la chat) le învață repede. De pildă „cu”, citit literă cu literă pe englezește (spelling), se pronunță [si iu] - care corespunde acustic foarte bine și cuvintelor „see you” = „la revedere”, „pa”.

## Istoric
Primul sistem de chat online a fost numit Talkomatic, creat de Doug Brown și David R. Woolley în 1973, pe sistemul PLATO de la Universitatea Illinois, Urbana-Champaign. Acesta a oferit mai multe canale, fiecare putând găzdui până la cinci persoane, cu mesaje care apar pe ecranele tuturor utilizatorilor în funcție de caractere. Talkomatic a fost foarte popular printre utilizatorii PLATO la mijlocul anilor 1980. În 2014, Brown și Woolley au lansat o versiune web a Talkomatic.
Primul sistem online care folosește comanda reală „chat” a fost creat pentru The Source în 1979 de Tom Walker și Fritz Thane de la Dialcom, Inc. Primul chat transatlantic pe Internet a avut loc între Oulu, Finlanda și Corvallis, Oregon, în februarie 1989.
Primul serviciu de chat online, disponibil pe scară largă pentru public, a fost CompuServe CB Simulator în 1980, creat de CompuServe executiv Alexander "Sandy" Trevor în Columbus, Ohio.

## Etichetă chat
Termenul chatiquette (eticheta de chat) este o variantă a netichetei (eticheta Internet) și descrie regulile de bază ale comunicării online. Aceste convenții sau linii directoare au fost create pentru a evita neînțelegerile și pentru a simplifica comunicarea dintre utilizatori. Chatiquette variază de la comunitate la comunitate și descrie, în general, curtoazia de bază. De exemplu, se consideră nepoliticos să scrieți doar în majusculă, deoarece se pare că utilizatorul strigă. Cuvântul "chatiquette" a fost utilizat în legătură cu diferite sisteme de chat (de exemplu, Internet Relay Chat - comunicare instantanee prin Internet) din 1995.
Camerele de discuții pot produce un puternic simț al identității on-line, ceea ce duce la impresia de subcultură.
Discuțiile sunt surse valoroase de diverse tipuri de informații, prelucrarea automată a cărora face obiectul tehnologiilor de tip chat / text mining.

## Protocoale de chat
- AOL Instant Messenger (AIM)
- Google Talk
- ICQ (OSCAR)
- Internet Relay Chat (IRC)
- Jabber (XMPP)
- Pichat
- Skype
- TeamSpeak (TS)
- Windows Live Messenger
- Yahoo! Messenger